# Stanwellia hoggi
Stanwellia hoggi is een spinnensoort in de taxonomische indeling van de bruine klapdeurspinnen (Nemesiidae).
Stanwellia hoggi werd in 1914 beschreven door Rainbow.